# Campionati svedesi di sci alpino 1961
Ai Campionati svedesi di sci alpino 1961 furono assegnati i titoli di discesa libera, slalom gigante e slalom speciale, sia maschili sia femminili.

## Risultati
| Specialità      | Uomini           | Donne              |
| --------------- | ---------------- | ------------------ |
| Discesa libera  | Tore Grahn       | Kathinka Frisk     |
| Slalom gigante  | Bengt-Erik Grahn | Vivi-Anne Wassdahl |
| Slalom speciale | Peter Ristner    | Anita Olsson       |